# Opuntia phaeacantha
Espèce
Classification APG II (2003)
Statut de conservation UICN

 LC  : Préoccupation mineure
Statut CITES
Opuntia phaeacantha est un cactus de la famille des Cactaceae et du genre Opuntia.

## Répartition
Présent dans le sud-ouest américain et le nord du Mexique. La plante s'est naturalisée en Valais.

## Description
Plante composée de tiges vertes aplaties (raquettes) recouvertes d'épines et de poils. Les épines, qui mesurent plus de 3 centimètres[réf. nécessaire] sont brunes, rouges ou grises. Les fleurs sont en général jaunes avec le centre rouge. Elles peuvent toutefois avoir des colorations pêche, rose ou rouge. Les fruits du cactus sont rouges ou pourpres tandis que la chair est verdâtre. Les raquettes sont recouvertes de glochides qui peuvent percer la peau de l'homme et causer des irritations.
Il pousse en massifs denses mais éparses. Il existe plusieurs variétés de cette espèce et elle peut facilement s'hybrider avec d'autres espèces d'Opuntia ce qui rend parfois difficile sa détermination.
Il souffre, comme d'autres Opuntia, des attaques du lépidoptère Cactoblastis cactorum.

## Liste des variétés
- Opuntia phaeacantha var. phaeacantha
- Opuntia phaeacantha var. camanchica
- Opuntia phaeacantha var. distica
- Opuntia phaeacantha var. flavispina
- Opuntia phaeacantha var. laevis
- Opuntia phaeacantha var. major
- Opuntia phaeacantha var. mojavensis
- Opuntia phaeacantha var. spinosibacca
- Opuntia phaeacantha var. superbospina
- [puntia phaeacantha var. wootonii